# Total Post
Total Post este o companie de servicii poștale din România, înființată în anul 2009.
Total Post operează pe segmentul poștei de scrisori, oferind serviciile aferente acestui sector: expedieri înregistrate și neînregistrate, servicii conexe traficului poștal (tipar, servicii financiare).
Compania a furnizat servicii poștale cu o valoare de peste 35 milioane de lei față de 11 milioane, valoare raportată în 2011.
În 2012, Total Post a livrat 43 de milioane de scrisori, cu o creștere de peste patru ori față de 2011.
În anul 2013 compania avea 1.000 de angajați pentru activitatea curentă și 600 de colaboratori pentru proiectele punctuale, de anvergură.